# بهرام دوم کوشانشاه
بهرام دوم کوشانشاه (حکومت در ۳۶۰ میلادی) برای مدت کوتاهی بر گنداره فرمان راند. در زمان او قلمروی تحت فرمان کوشانشاهان در اثر حملات کیداریان بسیار کوچک شده بود. او نیز مانند پیشینیانش سکه‌هایی با عنوان کوشانشاه ضرب کرد.
حکومت ساسانی بر این منطقه در ۳۷۰ میلادی پایان یافت.